# 珊瑠鉱山
珊瑠鉱山（さんるこうざん）は北海道上川総合振興局管内の上川郡下川町にあった鉱山。珊瑠金山（さんるきんざん）とも呼ばれる。金、銀、珪酸鉱を産出した。

## 概要
精鉱中含有量でみる累年生産高は、金6,237kg、銀33tであった。鉱床は、サンル川の上流域に広がる新第三紀中新世の凝灰岩を主体とする岩体にある断層破砕帯に沿って発達する含金銀氷長石、石英脈の中にあり、自然金、輝銀鉱を含む。
1917年の露頭発見後、個人共同経営で採掘されていたが、1926年に三井鉱山株式会社が鉱区を買収し本格的な探鉱に着手した。1934年の精錬所完成により本格的な操業を開始し、政府の産金奨励策に従い順次規模拡大を進めた。このため人口が急増し、小学校や診療所、劇場などを有する市街地が形成されたが、1943年に金鉱山整備令により非軍需物資として採鉱中止となり、すべての経営資源は軍需関係の鉱山へ異動となった。鉱業権は帝国鉱業開発株式会社を経由して磯部鉱業株式会社に移り、1955年より再開された。精錬は行なわず、鉱石は小坂鉱山や尾去沢鉱山へ送られた。その後、資源枯渇や金相場の下落により経営環境が悪化し、1986年に休山となった。

## 歴史
- 1917年 - サンル川支流サンル12線沢上流で露頭が発見される。
- 1919年 - 個人共同経営で混汞法により精錬を開始する。
- 1926年 - 三井鉱山株式会社が鉱区を買収し、珊瑠出張所を設ける。
- 1933年 - 珊瑠鉱業所となる。会社の寄付により珊瑠第2小学校が設置される。
- 1934年 - 本格的な採掘が始まる。1日あたり処理能力50tの青化精錬所が稼動する。
- 1935年 - 精錬所の能力が1日あたり100tに増強される。
- 1936年 - 精錬所の能力が1日あたり200tに増強される。
- 1937年 - 年間産金量453.3kgを記録する（戦前のピーク）。
- 1939年 - 精錬所の能力が1日あたり225tに増強される。
- 1943年 - 閉山され、珊瑠第2国民学校が廃校となる。
- 1955年 - 磯部鉱業株式会社珊瑠鉱業所として再開する。
- 1958年 - 年間産金量186.1kgを記録する（戦後のピーク）。
- 1965年 - 会社合併により合同資源産業株式会社磯部珊瑠鉱業所となる。
- 1976年 - 資源枯渇と珪酸鉱の需要減少により採鉱を中止し、探鉱に転換する。
- 1979年 - 採鉱を再開する。
- 1986年 - 操業を打ち切り、休山となる。